# Yvette van Kooyk

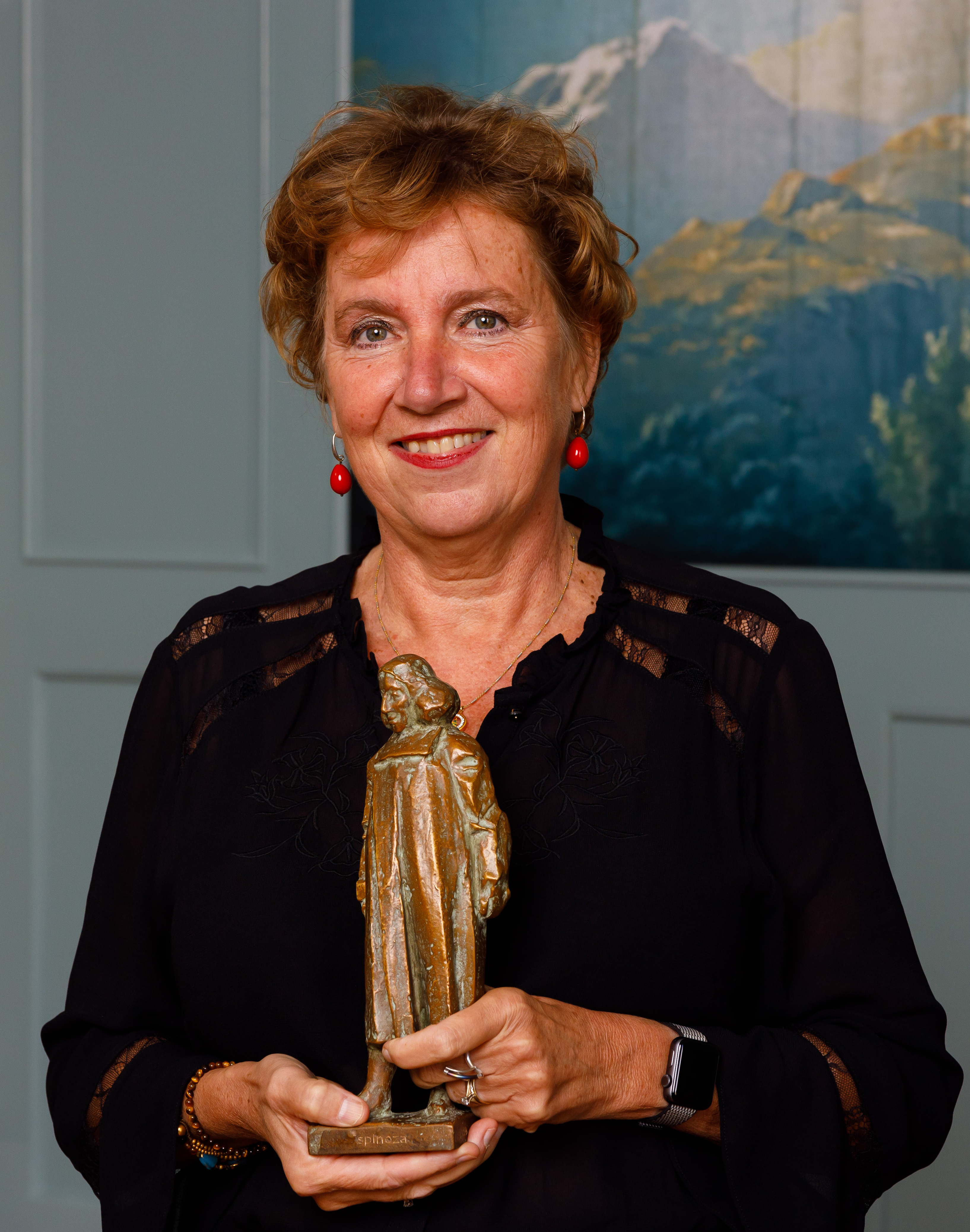
Yvette van Kooyk bei der Verleihung des Spinoza-Preises (2019)

Yvette van Kooyk (* 13. August 1961 in Amsterdam) ist eine niederländische Zellbiologin und Immunologin. Sie ist eine Pionierin in der Glykoimmunologie.

## Ausbildung
Yvette van Kooyk absolvierte 1988 ein Studium in medizinischer Biologie an der Universität Amsterdam, wo sie 1993 auch promovierte. Die Dissertation wurde in der Abteilung Immunologie des niederländischen Krebsinstituts in Amsterdam angefertigt und behandelte die Adhäsion von Lymphozyten mit Integrin.

## Karriere
Als Post-Doktorandin arbeitete sie in der Gruppe Tumorimmunologie von Carl Figdor am Universitätskrankenhaus der Radboud-Universität Nijmegen. Dort erforschte sie die Aktivierung von Integrin und die Adhäsionsmechanismen Dendritischer Zellen (DC) des Immunsystems. Sie identifizierte den Rezeptor L-SIGN, der wesentlich über die Bindung von Zuckermolekülen wirkt. 2000 veröffentlichte sie ihre Entdeckung, dass DC-SIGN ein Rezeptor für HIV ist, wodurch das Immunsystem getäuscht und die Verbreitung der Krankheit begünstigt wird. Außerdem wurde sie Assistenzprofessorin in Nijmegen.
2001 wechselte sie an das Medical Center der Freien Universität Amsterdam, wo sie Professorin für molekulare Zellbiologie wurde und eine Forschungsgruppe über dendritische Zellen leitete. Sie begann die Rolle von an Proteine angehefteten Zuckern in der Immunologie (Kommunikation von Immunzellen) und speziell bei dendritischen Zellen zu erforschen (funktionelle Glykomik). Dabei gelang ihr die Entdeckung weiterer Wechselwirkungen von Pathogenen über Lektin-Rezeptoren vom Typ C (DC-Sign, L-Sign) auf dendritischen Zellen. Yvette van Kooyk leitet die Abteilung molekulare Zellbiologie und Immunologie am Medical Center der Freien Universität Amsterdam.
Im 2006 gegründete Startup DC4U arbeitet sie an diagnostischen und therapeutischen Methoden zum Beispiel bei Krebs, Autoimmunkrankheit und Allergien, basierend auf Glykanen an dendritischen Zellen, speziellen Zuckern, die das Immunsystem unterdrücken.
Ihr Film Glycotreat zur Krebsbehandlung erhielt 2018 auf dem Cannes Filmfestival den Preis für internationalen wissenschaftlichen Kurzfilm.
Ihre wissenschaftliche Bedeutung bildet sich bei 303 Publikationen in einem h-Index von 87 ab.(Stand Februar 2023)

## Auszeichnungen
- 2019 Spinoza-Preis[4]
- 2017 Aufnahme in die Königlich Niederländische Akademie der Wissenschaften (KNAW).
- 2015 TOP Grant der Nederlandse Organisatie voor Wetenschappelijk Onderzoek (NWO)
- 2014 Van-Loghem-Preis der Dutch Society for Immunology
- 2013 ERC Advanced Grant
- 2001 Pioneer-Stipendium der NWO
- 2000 Aspasia-Stipendium für die Entdeckung von DC-SIGN